# Hypogée de Santa Geffa
L'hypogée de Santa Geffa ou église rupestre de Santa Geffa est une structure architecturale paléochrétienne de datation incertaine, située sur le territoire de la ville de Trani (Province de Barletta-Andria-Trani dans les Pouilles), .
Depuis 1998, le site est inclus dans le parc archéologique de Santa Geffa géré par une coopérative sociale.

## Historique
Les érudits le datent alternativement du IIIe, IVe, VIIe ou XIe siècle. Même l'étymologie du nom est incertaine, car il n'y a aucune trace d'un saint nommé Geffa : une dédicace à saint Pierre (en araméen Kefa, d'où « Geffa ») a été émise pour un supposé passage dans la région lors du voyage vers Rome ; alternativement, la référence serait à sainte Genoveffa.

## Description
C'est un hypogée creusé dans le tuf du sol, divisé en trois nefs avec absides ; la voûte de l'abside centrale est presque entièrement manquante en raison d'un effondrement antérieur. Il présente un plan en croix grecque ponctué de six piliers cruciformes. Il est précédé d'une modeste nécropole, avec des tombes vacantes.

## Galerie

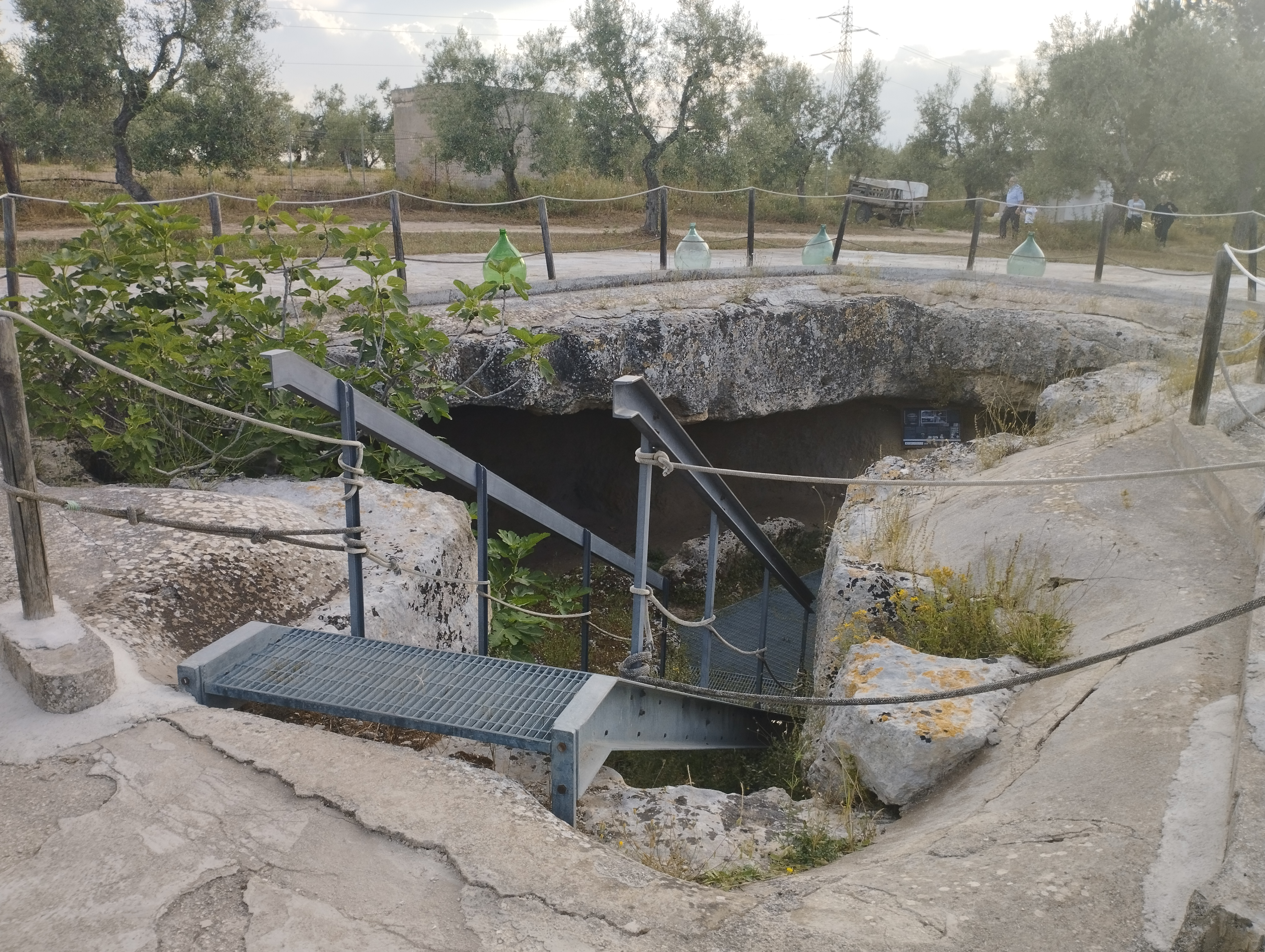
L'entrée de l'hypogée.
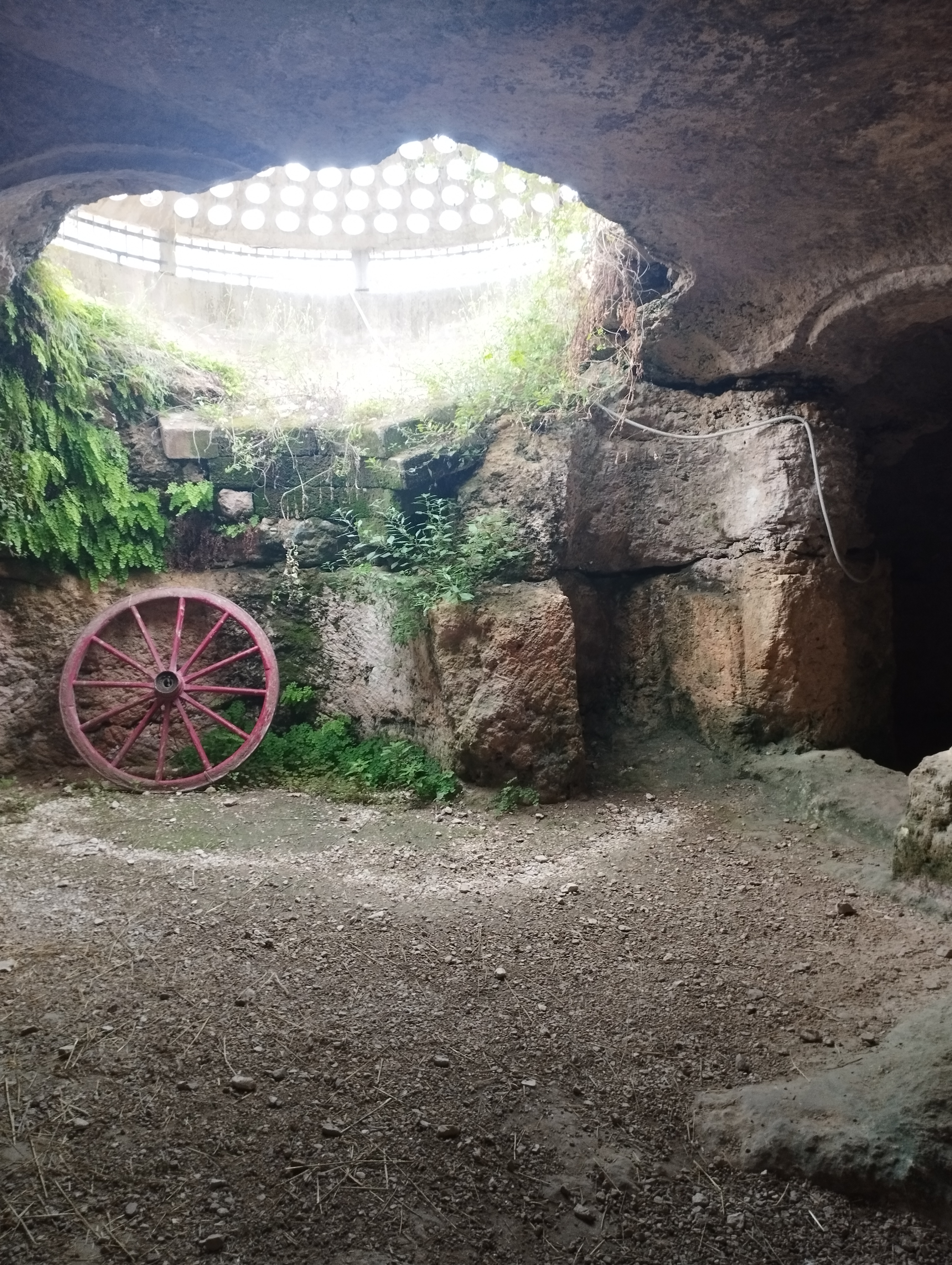
L'intérieur de l'hypogée.